# Eddie Hopkinson
Eddie Hopkinson, all'anagrafe Edward Hopkinson (Wheatley Hill, 29 ottobre 1935 – 25 aprile 2004), è stato un calciatore e allenatore di calcio inglese, di ruolo portiere.
Inizialmente, Hopkison giocava a cricket. Ha iniziato la sua carriera calcistica come centrocampista per poi diventare portiere. A 16 anni, ha rappresentato la sua contea di Lancashire. Come calciatore dilettante nella stagione 1951/1952, ha giocato tre partite per la Terza Divisione Nord per l'Oldham Athletic. Poi è passato al Bolton Wanderers.
Per diversi anni ha giocato nelle riserve della sua squadra. Nel 1956, dopo aver prestato servizio con la Royal Air Force, fece il suo debutto nella prima squadra contro il Blackpool. In seguito giocò anche sei partite con l'Inghilterra Under 23, e nel 1957 giocò per la prima volta con la nazionale inglese, in una partita contro il Galles. Hopkinson era il portiere della nazionale, ma ha perso il posto in rosa contro Colin McDonald dopo aver perso 5-0 contro la Jugoslavia. Anche se ha partecipato ai Mondiali nel 1958, non ha giocato in nessuna delle quattro partite. È tornato in nazionale un anno dopo e alla fine ha giocato 14 partite.
Ha giocato 519 partite di campionato con il Bolton. Prese parte nel 1958 alla finale della FA Cup, vincendo contro il Manchester United 2-0.
Dopo essersi ritirato nel 1969, Hopkinson era un membro dello staff tecnico della squadra. Nel 1974 si trasferisce allo Stockport County, dove è assistente allenatore e suo figlio Paul portiere. Nella stagione successiva tornò al Bolton e poi lavorò nell'industria chimica

## Carriera
Giocò per quasi tutta la carriera nel Bolton Wanderers. Per la Nazionale ottenne la convocazione ai Mondiali del 1958.

## Statistiche

### Cronologia presenze e reti in nazionale
| Cronologia completa delle presenze e delle reti in nazionale ― Inghilterra | Cronologia completa delle presenze e delle reti in nazionale ― Inghilterra | Cronologia completa delle presenze e delle reti in nazionale ― Inghilterra | Cronologia completa delle presenze e delle reti in nazionale ― Inghilterra | Cronologia completa delle presenze e delle reti in nazionale ― Inghilterra | Cronologia completa delle presenze e delle reti in nazionale ― Inghilterra | Cronologia completa delle presenze e delle reti in nazionale ― Inghilterra | Cronologia completa delle presenze e delle reti in nazionale ― Inghilterra |
| Data                                                                       | Città                                                                      | In casa                                                                    | Risultato                                                                  | Ospiti                                                                     | Competizione                                                               | Reti                                                                       | Note                                                                       |
| -------------------------------------------------------------------------- | -------------------------------------------------------------------------- | -------------------------------------------------------------------------- | -------------------------------------------------------------------------- | -------------------------------------------------------------------------- | -------------------------------------------------------------------------- | -------------------------------------------------------------------------- | -------------------------------------------------------------------------- |
| 19-10-1957                                                                 | Cardiff                                                                    | Galles                                                                     | 0 – 4                                                                      | Inghilterra                                                                | Torneo Interbritannico 1957                                                | -                                                                          |                                                                            |
| 6-11-1957                                                                  | Londra                                                                     | Inghilterra                                                                | 2 – 3                                                                      | Irlanda del Nord                                                           | Torneo Interbritannico 1957                                                | -3                                                                         |                                                                            |
| 27-11-1957                                                                 | Londra                                                                     | Inghilterra                                                                | 4 – 0                                                                      | Francia                                                                    | Amichevole                                                                 | -                                                                          |                                                                            |
| 19-4-1958                                                                  | Glasgow                                                                    | Scozia                                                                     | 0 – 4                                                                      | Inghilterra                                                                | Torneo Interbritannico 1957                                                | -                                                                          |                                                                            |
| 7-5-1958                                                                   | Londra                                                                     | Inghilterra                                                                | 2 – 1                                                                      | Portogallo                                                                 | Amichevole                                                                 | -1                                                                         |                                                                            |
| 11-5-1958                                                                  | Belgrado                                                                   | Jugoslavia                                                                 | 5 – 0                                                                      | Inghilterra                                                                | Amichevole                                                                 | -                                                                          |                                                                            |
| 11-4-1959                                                                  | Londra                                                                     | Inghilterra                                                                | 1 – 0                                                                      | Scozia                                                                     | Torneo Interbritannico 1958                                                | -                                                                          |                                                                            |
| 6-5-1959                                                                   | Londra                                                                     | Inghilterra                                                                | 2 – 2                                                                      | Italia                                                                     | Amichevole                                                                 | -2                                                                         |                                                                            |
| 13-5-1959                                                                  | Rio de Janeiro                                                             | Brasile                                                                    | 2 – 0                                                                      | Inghilterra                                                                | Amichevole                                                                 | -2                                                                         |                                                                            |
| 17-5-1959                                                                  | Lima                                                                       | Perù                                                                       | 4 – 1                                                                      | Inghilterra                                                                | Amichevole                                                                 | -4                                                                         |                                                                            |
| 24-5-1959                                                                  | Città del Messico                                                          | Messico                                                                    | 2 – 1                                                                      | Inghilterra                                                                | Amichevole                                                                 | -2                                                                         |                                                                            |
| 28-5-1959                                                                  | Los Angeles                                                                | Stati Uniti                                                                | 1 – 8                                                                      | Inghilterra                                                                | Amichevole                                                                 | -1                                                                         |                                                                            |
| 17-10-1959                                                                 | Cardiff                                                                    | Galles                                                                     | 1 – 1                                                                      | Inghilterra                                                                | Torneo Interbritannico 1959                                                | -1                                                                         |                                                                            |
| 28-10-1959                                                                 | Londra                                                                     | Inghilterra                                                                | 2 – 3                                                                      | Svezia                                                                     | Amichevole                                                                 | -3                                                                         |                                                                            |
| Totale                                                                     |                                                                            | Presenze                                                                   | 14                                                                         |                                                                            | Reti                                                                       | -19                                                                        |                                                                            |

## Palmarès

### Club

#### Competizioni nazionali
- Coppa d'Inghilterra: 1

Bolton: 1957-1958
- FA Charity Shield: 1

Bolton: 1958